# چتربازان در کنار دیوار ندبه

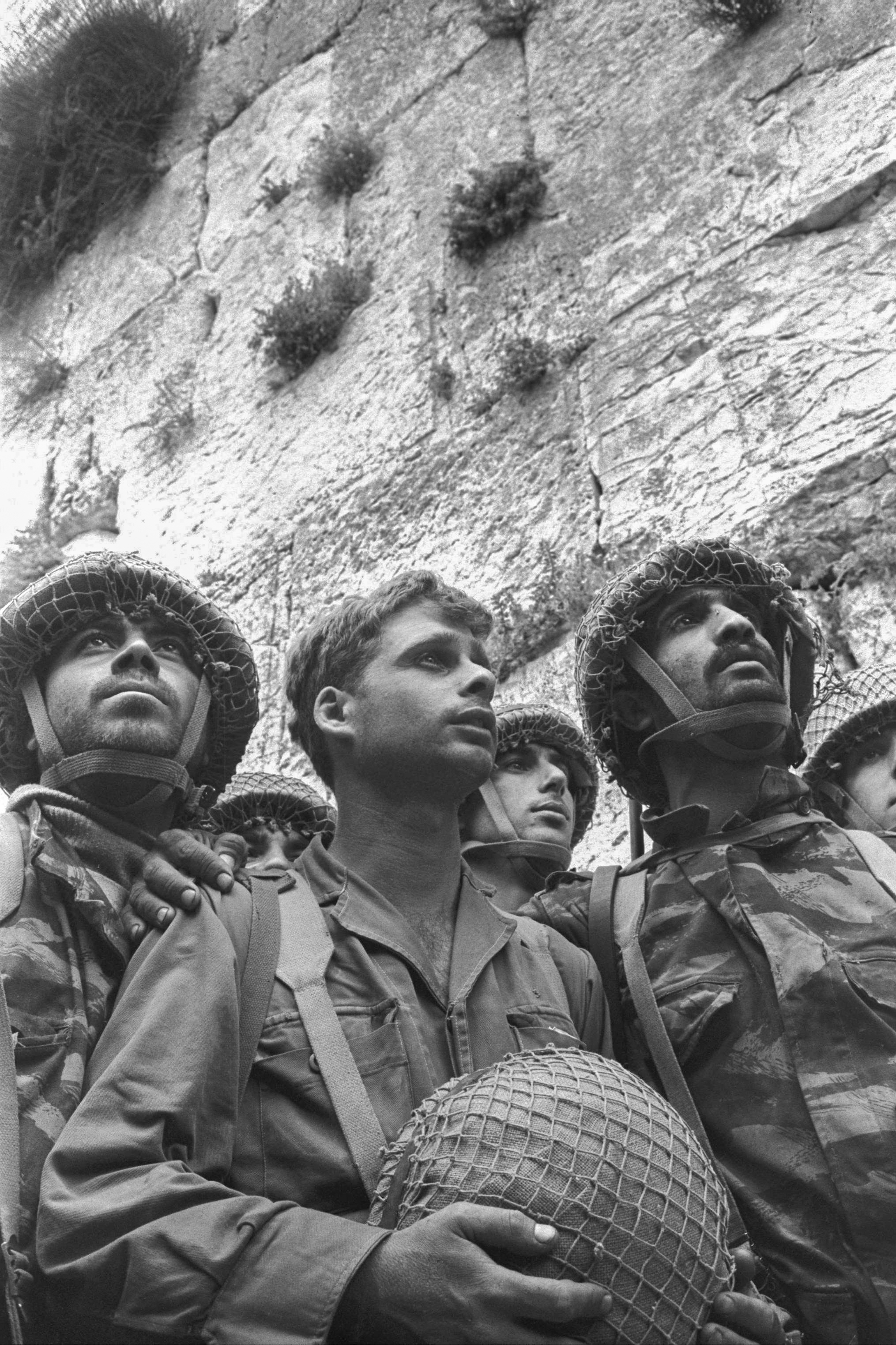
چتربازان در دیوار غربی (Paratroopers at the Western Wall) عکاسی شده توسط دیوید روبینگر

سربازان چترباز در کنار دیوار ندبه عکسی نمادین است که در ۷ ژوئن ۱۹۶۷ توسط دیوید روبینگر گرفته شد. این عکس که از زاویه بسته‌ای گرفته شده، سه سرباز چترباز اسرائیلی را نشان می‌دهد که در شهر قدیم اورشلیم و در کنار دیوار ندبه حضور دارند. این نگاره متعلق به زمانی است که نیروهای اسرائیلی در طول جنگ شش روزه به دیوار غربی رسیدند. از چپ به راست، سربازان اسرائیلی که از آن‌ها عکس گرفته شده صهیون کاراسنتی، ییتزاک یفات وهایم اوشری نام دارند. این سربازان از نیروهای ذخیره گردان ۶۶، تیپ ۵۵ چتربازان بودند.
قبل از گرفتن عکس، عکاس و خبرنگار عکاسی اسرائیلی روبینگر در العریش در شبه جزیره سینا بود که شایعه ای دربارهٔ اتفاق بزرگی که در اورشلیم روی داده، شنید. او سوار هلی‌کوپتری شد که سربازان زخمی را به بئرشبع می‌رساند و حتی مقصد را نمی‌دانست. وقتی پیاده شد یک ماشین توراهی او را مفتی به سوی اورشلیم برد. او وارد شهر قدیمی شد و پس از دیدار سریع با خانواده‌اش، راهی دیوار ندبه شد. فضای بین دیوار و ساختمان‌های روبروی آن بسیار باریک بود، بنابراین او دراز کشید تا یک عکس از خود دیوار بگیرد، وقتی چتربازان به آنجا رسیدند، او چندین عکس از آن‌ها گرفت.
بیست دقیقه بعد، خاخام بزرگ اسرائیل، شلومو گورن با یک شوفار و یک طومار تورات به آنجا رسید، پس از آن گورن بر روی شانه‌های سربازان بالا رفت. این یک صحنه احساسی بود و روبینگر با وجود این که ترجیح می‌داد از این لحظه تصویربرداری کند، به خواست همسرش از سربازان چترباز عکس گرفت.
به عنوان بخشی از توافق عکاس با ارتش اسرائیل، این تصویر به مالکیت مشترک با ارتش رسید و هر تصویر به قیمت ۲ لیر فروخته شد. سپس به‌طور گسترده بدون کپی‌رایت تصویر را بازنشر کردند. اگرچه روبینگر از سرقت کار خود ناراحت بود، اما پخش گسترده عکس باعث شهرت آن شد.
این تصویر چنان مؤلفه عاطفی قوی ایجاد کرد که به نمادی از اسرائیل تبدیل شد. میشائیل کمایه، قاضی دادگاه عالی اسرائیل، در سال ۲۰۰۱ اعلام کرد که این عکس «به مالکیت کل ملت تبدیل شده‌است».